# Henryk Mückenbrunn
Henryk Mückenbrunn, né le 10 mars 1903 et mort en mars 1956, est un sportif polonais. 

## Biographie
Henryk Mückenbrunn est né en 1903 à Zakopane. Il a commencé à skier dès son plus jeune âge et il a débuté le saut à ski en 1918. En 1920, il remporte le titre de champion de Pologne de saut à ski (pl) chez les juniors.
Sept fois champion de ski dans sa jeunesse et deux fois champion de saut à ski, il est l'idole locale de la Montagne des Tatras, dans le massif des Tatras, à la frontière de la Slovaquie et de la Pologne. 
Il  s'installe à Chamonix après y avoir participé aux Jeux olympiques d'hiver de 1924, leur première édition de l'Histoire. Il est naturalisé Français le 9 mars 1933 et se prénomme Joachim. À la fois romantique et séducteur, bon danseur et moniteur de ski des personnalités, puis architecte-décorateur, il tient un négoce de matériel de ski avant la Seconde guerre mondiale, au cours de laquelle ses affaires sont emportées par une dénonciation à la Milice qui l'oblige à partir se cacher à Annecy puis à vendre son chalet après-guerre.
Il décède en 1956 dans des conditions mystérieuses, lors de l'affaire de la Vallée Blanche.

## Résultats

### Jeux olympiques
Engagé sur le combiné nordique en 1924, il ne participe finalement pas à la compétition.

### Championnats du monde
| Épreuve / Édition | Épreuve / Édition | Janské Lázně 1925 |
| ----------------- | ----------------- | ----------------- |
| Ski de fond       | 18 km             | 44e               |
| Combiné nordique  | Combiné nordique  | 24e               |
| Saut à ski        | Saut à ski        | 44e               |

### Autres
- En 1924 et 1925, il a remporté le championnat de Pologne de combiné nordique et le Championnat de Pologne de saut à ski (pl). Il remporte le 18 km des championnats de Pologne de ski de fond (pl) en 1923.

## Publication
- Henryk Mückenbrunn et Docteur F. Hallberg, Le ski, 1930 (BNF 32217845) (réédité plusieurs fois)